# Lodewijk I van Hessen-Darmstadt
Lodewijk X (Prenzlau, 14 juni 1753 - Darmstadt, 6 april 1830) was van 1790 tot 1806 landgraaf en daarna tot 1830 als Lodewijk I groothertog van Hessen-Darmstadt. Hij was de zoon van landgraaf Lodewijk IX en Henriëtte Caroline van Palts-Zweibrücken.
Lodewijk huwde op 15 juli 1774 in Darmstadt met Louisa van Hessen-Darmstadt, uit dit huwelijk werden zes kinderen geboren:
- Lodewijk (26 december 1777 - 16 juni 1848), werd later groothertog Lodewijk II. Hij huwde Wilhelmina van Baden.
- Louise (16 januari 1779 - 18 april 1811), trad in het huwelijk met Lodewijk van van Anhalt-Köthen.
- George (31 augustus 1780 - 17 april 1856), huwde Caroline Török de Szendrö.
- Frederik (14 mei 1788 - 16 maart 1867).
- Emiel (3 september 1790 - 30 april 1856).
- Gustaaf (18 december 1791 - 30 januari 1806).

Hij kwam bij de dood van zijn vader op 6 april 1790 aan de macht. In 1792 nam hij deel aan de oorlog tegen Frankrijk maar werd in 1799 gedwongen een neutraliteitsverdrag te tekenen. Hij stond de Hessische gebieden aan de linker Rijnoever - die al vroeg in de Franse Revolutie waren geannexeerd - bij de Reichsdeputationshauptschluss van 1803 formeel af en ontving in ruil hiervoor een veel groter gebied dat oorspronkelijk tot het hertogdom Westfalen, Keur-Mainz en het Prinsbisdom Worms behoorde. Hij trad in 1806 toe tot de Rijnbond en werd, als Lodewijk I verheven tot groothertog. Tot 1813 steunde hij Napoleon in diens oorlogen (waarbij duizenden Hessische soldaten omkwamen), maar na de Slag bij Leipzig voegde hij zich bij de geallieerden.
Het Congres van Wenen breidde Hessen-Darmstadt in 1815 uit met Worms, Alzey, Bingen en Mainz (samen Rijn-Hessen genoemd), maar dwong het enige gebieden aan Pruisen en Beieren af te staan en het kort tevoren verkregen Hessen-Homburg zelfstandigheid te verlenen. In datzelfde jaar trad Hessen toe tot de Duitse Bond.
Lodewijk schonk zijn land in 1820 een constitutie om tegemoet te komen aan de roep om meer vrijheden. Hij reorganiseerde de regering en trad in 1828 toe tot de Pruisische Zollverein. Hij stierf op 5 april 1830 en werd opgevolgd door zijn zoon Lodewijk II.

## Voorvaderen
| Lodewijk IV van Hessen-Darmstadt            | Lodewijk IV van Hessen-Darmstadt                                                                                         | Lodewijk IV van Hessen-Darmstadt                                                                                         | Lodewijk IV van Hessen-Darmstadt                                                                                         | Lodewijk IV van Hessen-Darmstadt                                                                                         | Lodewijk IV van Hessen-Darmstadt                                                                    | Lodewijk IV van Hessen-Darmstadt                                                                    | Lodewijk IV van Hessen-Darmstadt                                                                              | Lodewijk IV van Hessen-Darmstadt                                                                              |
| ------------------------------------------- | --- | --- | --- | --- | --------------------------------------------------------------------------------------------------- | --------------------------------------------------------------------------------------------------- | --- | --- |
| Overgrootouders                             | Ernst Lodewijk van Hessen-Darmstadt (1667-1739) ∞ Dorothea Charlotte van Brandenburg-Ansbach (1661-1705)                 | Ernst Lodewijk van Hessen-Darmstadt (1667-1739) ∞ Dorothea Charlotte van Brandenburg-Ansbach (1661-1705)                 | Johan Reinhard III van Hanau (1665-1736) ∞ Dorothea Frederika van Brandenburg-Ansbach (1676-1731)                        | Johan Reinhard III van Hanau (1665-1736) ∞ Dorothea Frederika van Brandenburg-Ansbach (1676-1731)                        | Christiaan II van Palts-Birkenfeld-Bischweiler (1637-1717) ∞ Catharina Agatha van Rappoltstein (-)  | Christiaan II van Palts-Birkenfeld-Bischweiler (1637-1717) ∞ Catharina Agatha van Rappoltstein (-)  | Lodewijk Crato van Nassau-Saarbrücken (1663-1713) ∞ Philippine Henriëtte van Hohenlohe-Langenburg (1679-1751) | Lodewijk Crato van Nassau-Saarbrücken (1663-1713) ∞ Philippine Henriëtte van Hohenlohe-Langenburg (1679-1751) |
| Grootouders                                 | Lodewijk VIII van Hessen-Darmstadt (1691-1768) ∞ Charlotte Christina Magdalene Johanna van Hanau-Lichtenberg (1700-1726) | Lodewijk VIII van Hessen-Darmstadt (1691-1768) ∞ Charlotte Christina Magdalene Johanna van Hanau-Lichtenberg (1700-1726) | Lodewijk VIII van Hessen-Darmstadt (1691-1768) ∞ Charlotte Christina Magdalene Johanna van Hanau-Lichtenberg (1700-1726) | Lodewijk VIII van Hessen-Darmstadt (1691-1768) ∞ Charlotte Christina Magdalene Johanna van Hanau-Lichtenberg (1700-1726) | Christiaan III van Palts-Zweibrücken (1674-1735) ∞ Carolina van Nassau-Saarbrücken (1704–1774)      | Christiaan III van Palts-Zweibrücken (1674-1735) ∞ Carolina van Nassau-Saarbrücken (1704–1774)      | Christiaan III van Palts-Zweibrücken (1674-1735) ∞ Carolina van Nassau-Saarbrücken (1704–1774)                | Christiaan III van Palts-Zweibrücken (1674-1735) ∞ Carolina van Nassau-Saarbrücken (1704–1774)                |
| Ouders                                      | Lodewijk IX van Hessen-Darmstadt (1719-1790) ∞ Henriëtte Caroline van Palts-Zweibrücken (1721-1774)                      | Lodewijk IX van Hessen-Darmstadt (1719-1790) ∞ Henriëtte Caroline van Palts-Zweibrücken (1721-1774)                      | Lodewijk IX van Hessen-Darmstadt (1719-1790) ∞ Henriëtte Caroline van Palts-Zweibrücken (1721-1774)                      | Lodewijk IX van Hessen-Darmstadt (1719-1790) ∞ Henriëtte Caroline van Palts-Zweibrücken (1721-1774)                      | Lodewijk IX van Hessen-Darmstadt (1719-1790) ∞ Henriëtte Caroline van Palts-Zweibrücken (1721-1774) | Lodewijk IX van Hessen-Darmstadt (1719-1790) ∞ Henriëtte Caroline van Palts-Zweibrücken (1721-1774) | Lodewijk IX van Hessen-Darmstadt (1719-1790) ∞ Henriëtte Caroline van Palts-Zweibrücken (1721-1774)           | Lodewijk IX van Hessen-Darmstadt (1719-1790) ∞ Henriëtte Caroline van Palts-Zweibrücken (1721-1774)           |
| Lodewijk I van Hessen-Darmstadt (1753-1830) | | | | | | | | |